# NGC 2641
NGC 2641 في الفهرس العام الجديد، هي مجرة، تقع في كوكبة الدب الأكبر. اكتشفت في 30 سبتمبر 1802 بواسطة ويليام هيرشل.

## روابط خارجية
- NGC 2641 على موقع ويكي سكاي: DSS2, SDSS, GALEX, IRAS, Hydrogen α, X-Ray, Astrophoto, Sky Map, Articles and images